# HD 185622
HD 185622，又名BD+16 3936，SAO 105104、HR 7475，是一颗恒星，视星等为6.38，位于銀經53.12，銀緯-2.71，其B1900.0坐标为赤經19h 34m 53.9s，赤緯+16° -2.71′ 32″。